# Laniakea
Pour l’article homonyme, voir Laniakea (Pépin).
Laniakea (« paradis incommensurable » ou « horizon céleste immense » en hawaïen) est le superamas de galaxies englobant le superamas de la Vierge, dont fait partie la Voie lactée, et donc la Terre.
Sa découverte par une équipe internationale d'astronomes composée de R. Brent Tully, de l'université d'Hawaï à Mānoa, d'Hélène Courtois, de l'université de Lyon I, de Yehuda Hoffman, de l'université hébraïque de Jérusalem, et de Daniel Pomarède, du Commissariat à l'énergie atomique et aux énergies alternatives, résultant d'une nouvelle façon de définir les superamas selon les vitesses radiales des galaxies, a été annoncée en septembre 2014.

## Définition
Laniakea peut être défini, en première approximation, comme un ensemble de trois superamas qui convergent, à une vitesse d'environ 6,30 × 105 m/s, vers le Grand attracteur. C'est l'un des six millions de superamas qui existent dans l'Univers observable. Laniakea a une taille approximative de 160 Mpc (soit 520 millions d'années-lumière), ce qui en fait près de 4 % du rayon de l'Univers observable.

## Composition

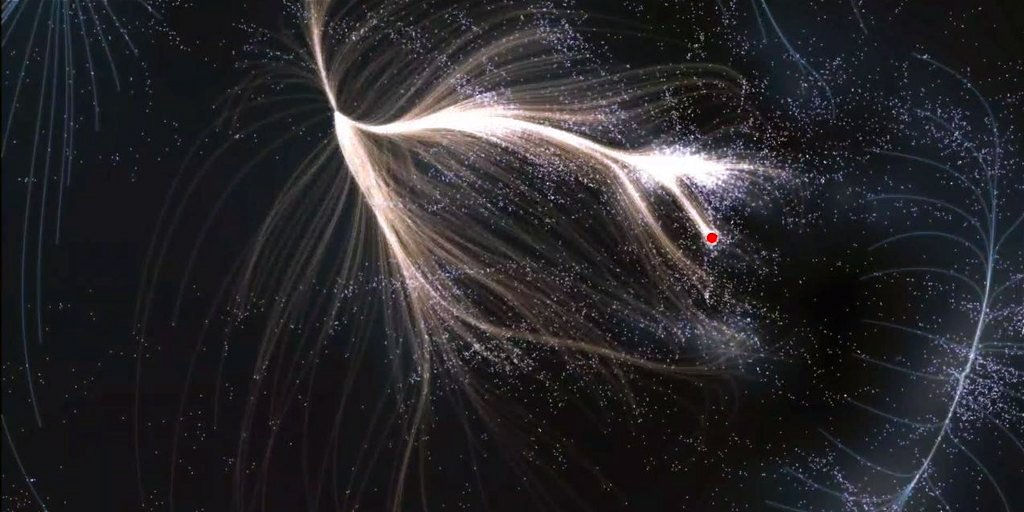
Représentation de Laniakea, montrant la localisation de la voie lactée (point rouge).

Laniakea contient les superamas suivants :
- le superamas de la Vierge, qui contient la Voie lactée et donc notre Système solaire dont fait partie la Terre ;
- le superamas de l'Hydre-Centaure au voisinage duquel se trouve le Grand attracteur ;
- le superamas du Paon-Indien.

### Critique
D'après Gayoung Chon, de l'Institut Max-Planck de physique extraterrestre, Laniakea ne serait pas un superamas. Elle considère, en effet, que la qualité de superamas devrait être réservée aux structures devant s'effondrer en un objet simple[Quand ?], ce qui, estime-t-elle, ne sera pas le cas de Laniakea.

## Méthode de découverte
La méthode utilisée pour analyser les mouvements des galaxies afin de distinguer le mouvement particulier de l'expansion cosmique est le filtrage de Wiener, qui fonctionne pour des informations positionnelles bien définies, permettant une analyse à environ 300 × 106 al (92 Mpc). Avec cette limitation, Laniakea se dirige vers le superamas de Shapley, donc il se peut que Shapley et Laniakea puissent faire partie d'un plus grand complexe.
L'astronome sud-africain Anthony Fairall a déclaré en 1988 que les redshifts suggéraient que les superamas de la Vierge et de l'Hydre-Centaure pouvaient être connectés.

## Emplacement

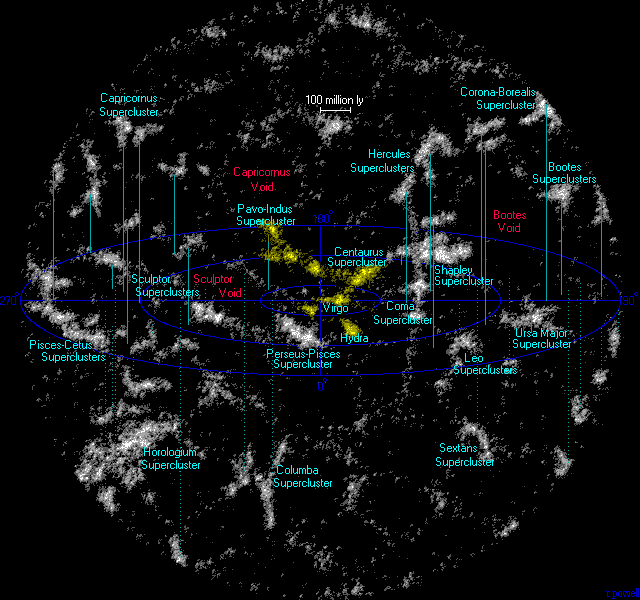
Carte des superamas galactiques jusqu'à environ 1 milliard d'années-lumière, avec Laniakea présenté en jaune.

Les superamas voisins de Laniakea sont le superamas de Shapley, le superamas d'Hercule, le superamas de la Chevelure de Bérénice et le superamas de Persée-Poissons. Les bords des superamas et de Laniakea n'étaient pas clairement connus au moment de la définition de Laniakea.

### Adresse
À la suite de l'analyse des programmes d'observations :
- Cosmicflow-1 (2008) : dynamique de 1 800 galaxies à moins de 130 millions d'années-lumière de la Voie Lactée,
- Cosmicflow-2 (2013) : dynamique de 8 000 galaxies dans un volume de 650 millions d'années-lumière de diamètre.

### Vitesses
- La Terre autour du Soleil : 30 km/s,
- Le Soleil autour du centre de la Voie lactée : 200 km/s,
- Le Groupe Local se précipite vers une concentration de masse dans la direction de la Constellation du Centaure : 600 km/s.

La galaxie d'Andromède qui se trouve à 2,5 millions d'années-lumière vient à la rencontre de la Voie lactée à une vitesse propre de 110 km/s. La rencontre est prévue dans 4 milliards d’années environ pour former une galaxie elliptique.

## Origine du nom
Le nom « Laniakea » a été proposé à l'équipe scientifique par Nawa'a Napoléon, professeur de l'université d'Hawaï, en hommage aux navigateurs polynésiens qui se repéraient grâce aux étoiles.